# Sammeron
Sammeron est une commune française située dans le département de Seine-et-Marne en région Île-de-France.

## Géographie

### Localisation
Le village est situé à 4 km à l'ouest de La Ferté-sous-Jouarre, sur la rive gauche de la Marne, face à la commune d'Ussy-sur-Marne.

### Communes limitrophes
|                             | Ussy-sur-Marne |            |
| Saint-Jean-les-Deux-Jumeaux | Sammeron       | Sept-Sorts |
|                             | Signy-Signets  | Jouarre    |

### Géologie et relief
La commune est classée en zone de sismicité 1, correspondant à une sismicité très faible. L'altitude varie de 50 mètres à 154 mètres pour le point le plus haut , le centre du bourg se situant à environ 60 mètres d'altitude (mairie).

### Hydrographie

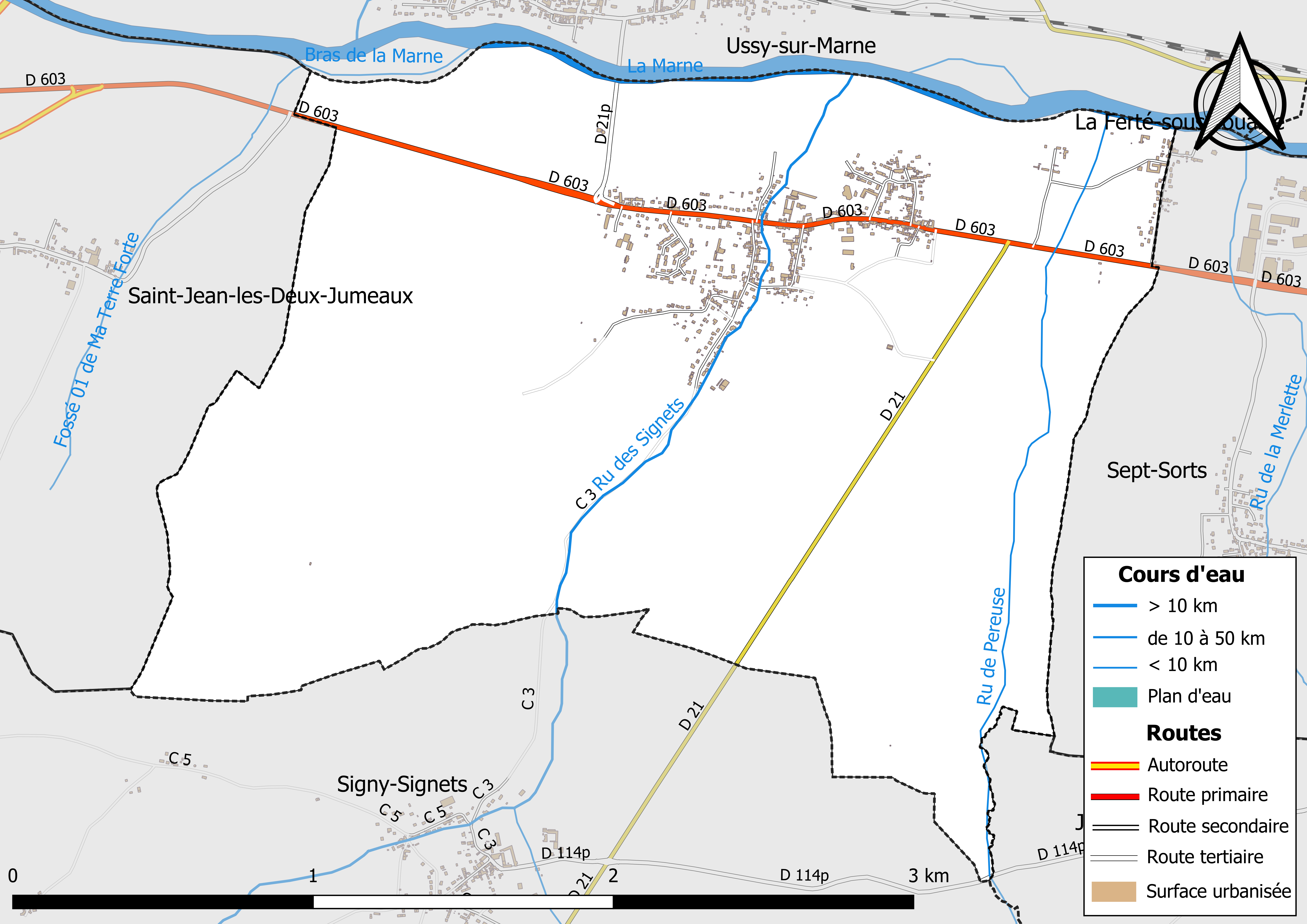
Carte des réseaux hydrographique et routier de Sammeron.

Le réseau hydrographique de la commune se compose de quatre cours d'eau référencés :
- la rivière la Marne, longue de 514,25 km[3], principal affluent de la Seine, ainsi que :
  - un bras de 0,69 km[4] ;
  - le ru des Signets ou de la Bécotte, long de 6,23 km[5], et ;
  - le ru de Péreuse , long de 3,29 km[6], affluents de la Marne.

Par ailleurs, son territoire est également traversé par l’aqueduc de la Dhuis.
La longueur totale des cours d'eau sur la commune est de 7,23 km.

### Climat
Pour des articles plus généraux, voir Climat de l'Île-de-France et Climat de Seine-et-Marne.
En 2010, le climat de la commune est de type climat océanique dégradé des plaines du Centre et du Nord, selon une étude du CNRS s'appuyant sur une série de données couvrant la période 1971-2000. En 2020, Météo-France publie une typologie des climats de la France métropolitaine dans laquelle la commune est exposée à un climat océanique altéré et est dans la région climatique Nord-est du bassin Parisien, caractérisée par un ensoleillement médiocre, une pluviométrie moyenne régulièrement répartie au cours de l’année et un hiver froid (3 °C).
Pour la période 1971-2000, la température annuelle moyenne est de 10,9 °C, avec une amplitude thermique annuelle de 15 °C. Le cumul annuel moyen de précipitations est de 732 mm, avec 12,2 jours de précipitations en janvier et 7,9 jours en juillet. Pour la période 1991-2020, la température moyenne annuelle observée sur la station météorologique la plus proche, située sur la commune d'Ussy-sur-Marne à 1 km à vol d'oiseau, est de 11,3 °C et le cumul annuel moyen de précipitations est de 726,5 mm,. Pour l'avenir, les paramètres climatiques de la commune estimés pour 2050 selon différents scénarios d'émission de gaz à effet de serre sont consultables sur un site dédié publié par Météo-France en novembre 2022.
| Mois                                  | jan.            | fév.          | mars         | avril       | mai           | juin          | jui.          | août        | sep.          | oct.            | nov.           | déc.             | année      |
| ------------------------------------- | --------------- | ------------- | ------------ | ----------- | ------------- | ------------- | ------------- | ----------- | ------------- | --------------- | -------------- | ---------------- | ---------- |
| Température minimale moyenne (°C)     | 0,9             | 0,7           | 2,4          | 4           | 7,7           | 10,6          | 12,6          | 12,2        | 9,3           | 7,3             | 3,9            | 1,5              | 6,1        |
| Température moyenne (°C)              | 4               | 4,5           | 7,6          | 10,3        | 13,9          | 17            | 19,2          | 19          | 15,6          | 12              | 7,4            | 4,6              | 11,3       |
| Température maximale moyenne (°C)     | 7,1             | 8,4           | 12,7         | 16,5        | 20,1          | 23,3          | 25,9          | 25,8        | 21,8          | 16,7            | 10,9           | 7,6              | 16,4       |
| Record de froid (°C) date du record   | −15,5 07.01.09  | −15 07.02.12  | −12 13.03.13 | −9 08.04.03 | −3 05.05.1996 | 0 05.06.1991  | 3 19.07.1986  | 2 26.08.18  | −2 30.09.18   | −6,5 30.10.1985 | −11 24.11.1998 | −13,5 31.12.1996 | −15,5 2009 |
| Record de chaleur (°C) date du record | 17,5 05.01.1999 | 19 14.02.1998 | 25 25.03.03  | 30 20.04.18 | 33,5 28.05.17 | 36,2 25.06.20 | 41,3 25.07.19 | 41 12.08.03 | 35,8 15.09.20 | 29 01.10.11     | 23 07.11.15    | 17,5 17.12.15    | 41,3 2019  |
| Précipitations (mm)                   | 61,7            | 54,4          | 50,1         | 47,7        | 67,1          | 59,2          | 66,2          | 62,3        | 52,1          | 62,8            | 62,7           | 80,2             | 726,5      |

### Milieux naturels et biodiversité
Aucun espace naturel présentant un intérêt patrimonial n'est recensé sur la commune dans l'inventaire national du patrimoine naturel,,.

## Urbanisme

### Typologie
Au 1er janvier 2024, Sammeron est catégorisée bourg rural, selon la nouvelle grille communale de densité à sept niveaux définie par l'Insee en 2022.
Elle est située hors unité urbaine. Par ailleurs la commune fait partie de l'aire d'attraction de Paris, dont elle est une commune de la couronne,. Cette aire regroupe 1 929 communes,.

### Lieux-dits et écarts
La commune compte 39 lieux-dits administratifs répertoriés consultables ici.

### Occupation des sols
L'occupation des sols de la commune, telle qu'elle ressort de la base de données européenne d’occupation biophysique des sols Corine Land Cover (CLC), est marquée par l'importance des territoires agricoles (65,8 % en 2018), en augmentation par rapport à 1990 (63,4 %). La répartition détaillée en 2018 est la suivante : 
terres arables (63,2% ), forêts (23,9% ), zones urbanisées (10,3% ), zones agricoles hétérogènes (2,5 %).
Parallèlement, L'Institut Paris Région, agence d'urbanisme de la région Île-de-France, a mis en place un inventaire numérique de l'occupation du sol de l'Île-de-France, dénommé le MOS (Mode d'occupation du sol), actualisé régulièrement depuis sa première édition en 1982. Réalisé à partir de photos aériennes, le Mos distingue les espaces naturels, agricoles et forestiers mais aussi les espaces urbains (habitat, infrastructures, équipements, activités économiques, etc.) selon une classification pouvant aller jusqu'à 81 postes, différente de celle de Corine Land Cover,,. L'Institut met également à disposition des outils permettant de visualiser par photo aérienne l'évolution de l'occupation des sols de la commune entre 1949 et 2018.

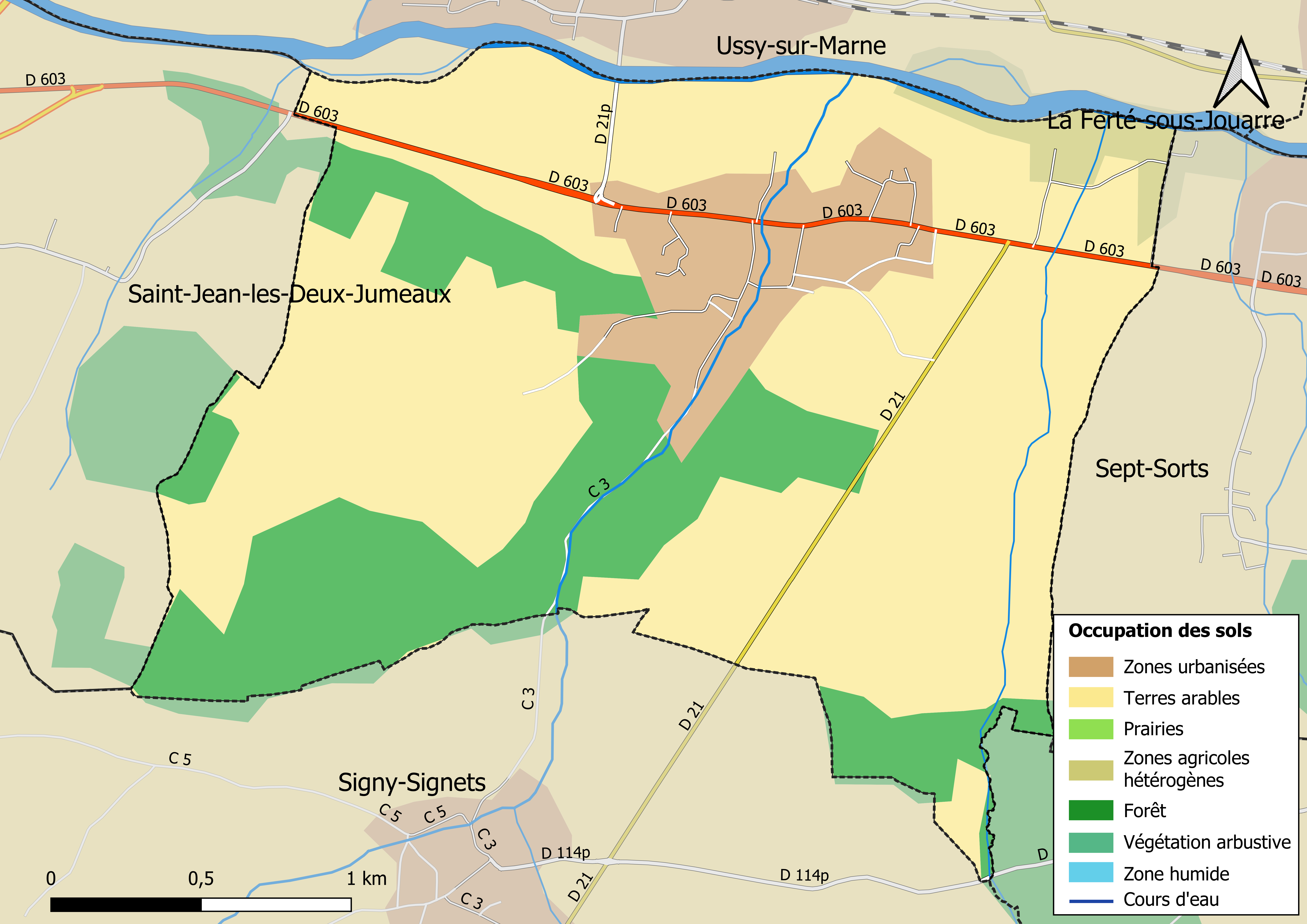
Carte des infrastructures et de l'occupation des sols en 2018 (CLC) de la commune.
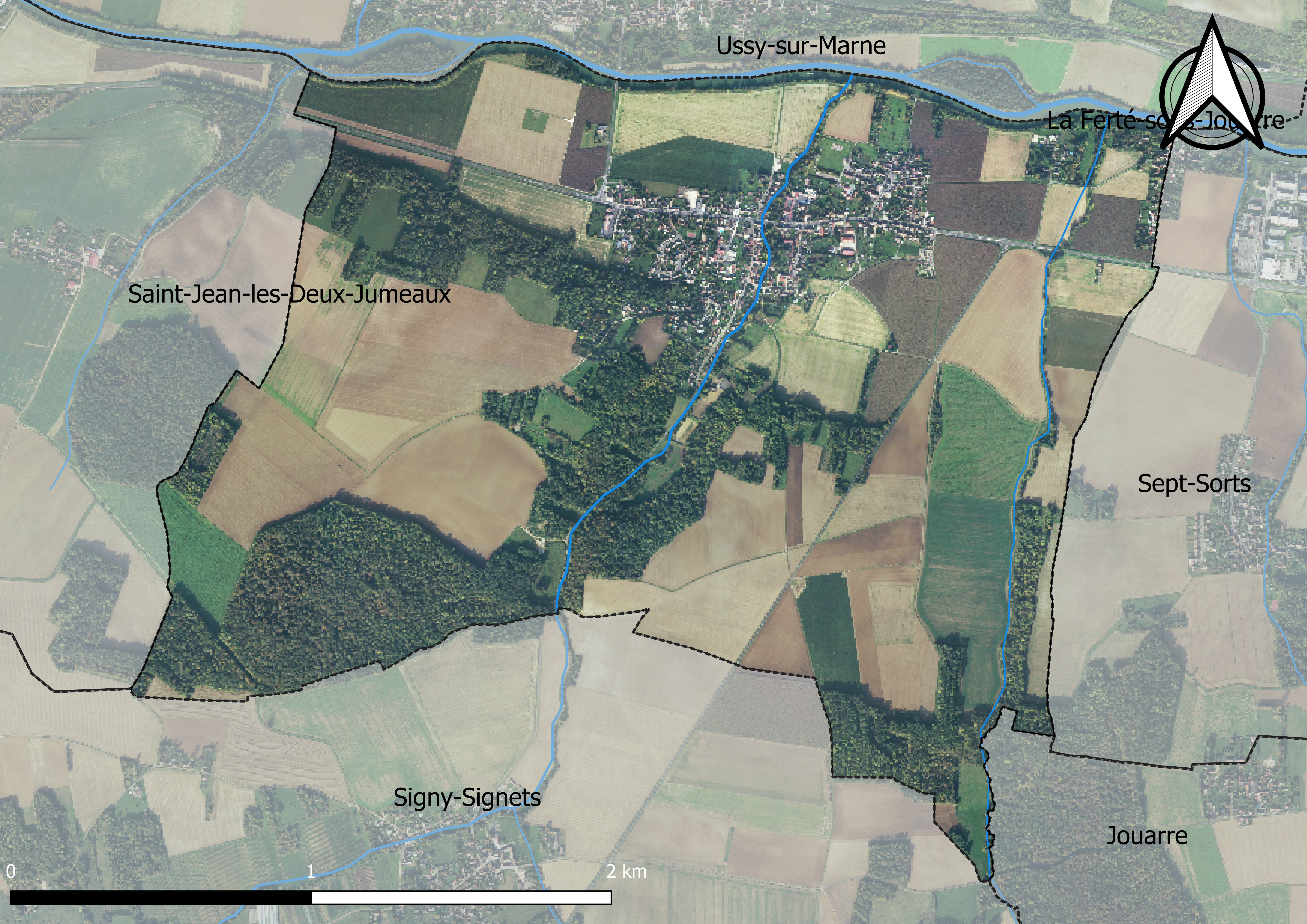
Carte orhophotogrammétrique de la commune.

### Planification
La commune disposait en 2019 d'un plan local d'urbanisme approuvé. Le zonage réglementaire et le règlement associé peuvent être consultés sur le Géoportail de l'urbanisme.

### Logement
En 2016, le nombre total de logements dans la commune était de 467 dont 88,8 % de maisons et 11,2 % d'appartements.
Parmi ces logements, 88,3 % étaient des résidences principales, 2,8 % des résidences secondaires et 8,9 % des logements vacants.
La part des ménages fiscaux propriétaires de leur résidence principale s'élevait à 81,4 % contre 17,4 % de locataires et 1,2 % logés gratuitement.

### Voies de communication et transports

#### Transports
La commune est desservie par les lignes d'autocars du réseau de bus Brie et 2 Morin : 
- No 35 (Pierre Levée - La-Ferté-sous-Jouarre) ;
- No 56 ( La-Ferté-sous-Jouarre – Meaux) ;
- No 56S ( Meaux – La-Ferté-sous-Jouarre) ;
- No 62 ( La-Ferte-sous-Jouarre – Chessy).

## Toponymie
Le nom de la localité est mentionné sous les formes Sameron au XIIe siècle ; Apud Someram in castellania Pruvini vers 1240 ; Sammeron en Brie en 1553 ; Sameneson en 1553 et 1608 ; Samezon en 1553 et 1740.
Du celte sam, « tranquille » et arau, « eau » pour désigner une zone de la rivière plus calme. Cette construction apparaît dans le nom d'une autre commune : Samoreau.

## Politique et administration

### Liste des maires
| Période                                  | Période   | Identité         | Étiquette | Qualité   |
| ---------------------------------------- | --------- | ---------------- | --------- | --------- |
| mars 2008                                | mars 2014 | Danielle Kupczak |           | Comptable |
| mars 2014                                | En cours  | Didier Vuillaume |           |           |
| Les données manquantes sont à compléter. |           |                  |           |           |

### Jumelages
La commune de Sammeron n'est jumelée avec aucune autre commune française ou étrangère.

## Équipements et services

### Eau et assainissement
L’organisation de la distribution de l’eau potable, de la collecte et du traitement des eaux usées et pluviales relève des communes. La loi NOTRe de 2015 a accru le rôle des EPCI à fiscalité propre en leur transférant cette compétence. Ce transfert devait en principe être effectif au 1er janvier 2020, mais la loi Ferrand-Fesneau du 3 août 2018 a introduit la possibilité d’un report de ce transfert au 1er janvier 2026,.

#### Assainissement des eaux usées
En 2020, la gestion du service d'assainissement collectif de la commune de Sammeron est assurée par la communauté d'agglomération Coulommiers Pays de Brie (CACPB) pour la collecte, le transport et la dépollution. Ce service est géré en délégation par une entreprise privée, dont le contrat arrive à échéance le 31 décembre 2025,,.
L’assainissement non collectif (ANC) désigne les installations individuelles de traitement des eaux domestiques qui ne sont pas desservies par un réseau public de collecte des eaux usées et qui doivent en conséquence traiter elles-mêmes leurs eaux usées avant de les rejeter dans le milieu naturel. La communauté d'agglomération Coulommiers Pays de Brie (CACPB) assure pour le compte de la commune le service public d'assainissement non collectif (SPANC), qui a pour mission de vérifier la bonne exécution des travaux de réalisation et de réhabilitation, ainsi que le bon fonctionnement et l’entretien des installations,.

#### Eau potable
En 2020, l'alimentation en eau potable est assurée par  le SMAAEP de Crécy_Boutigny et Environs qui en a délégué la gestion à l'entreprise Veolia, dont le contrat expire le 31 décembre 2025,,.

## Population et société

### Démographie
Les habitants sont appelés les Sammeronnais.
L'évolution du nombre d'habitants est connue à travers les recensements de la population effectués dans la commune depuis 1793. Pour les communes de moins de 10 000 habitants, une enquête de recensement portant sur toute la population est réalisée tous les cinq ans, les populations de référence des années intermédiaires étant quant à elles estimées par interpolation ou extrapolation. Pour la commune, le premier recensement exhaustif entrant dans le cadre du nouveau dispositif a été réalisé en 2008.

En 2022, la commune comptait 1 160 habitants, en évolution de +3,2 % par rapport à 2016 (Seine-et-Marne : +3,92 %, France hors Mayotte : +2,11 %).
| 1793 | 1800 | 1806 | 1821 | 1831 | 1836 | 1841 | 1846 | 1851 |
| ---- | ---- | ---- | ---- | ---- | ---- | ---- | ---- | ---- |
| 458  | 451  | 472  | 492  | 530  | 487  | 516  | 517  | 527  |

| 1856 | 1861 | 1866 | 1872 | 1876 | 1881 | 1886 | 1891 | 1896 |
| ---- | ---- | ---- | ---- | ---- | ---- | ---- | ---- | ---- |
| 501  | 465  | 485  | 454  | 451  | 446  | 455  | 437  | 456  |

| 1901 | 1906 | 1911 | 1921 | 1926 | 1931 | 1936 | 1946 | 1954 |
| ---- | ---- | ---- | ---- | ---- | ---- | ---- | ---- | ---- |
| 421  | 396  | 382  | 361  | 379  | 398  | 380  | 350  | 349  |

| 1962 | 1968 | 1975 | 1982 | 1990 | 1999 | 2006  | 2008  | 2013  |
| ---- | ---- | ---- | ---- | ---- | ---- | ----- | ----- | ----- |
| 357  | 372  | 353  | 457  | 820  | 956  | 1 008 | 1 022 | 1 095 |

| 2018  | 2022  | - | - | - | - | - | - | - |
| ----- | ----- | - | - | - | - | - | - | - |
| 1 127 | 1 160 | - | - | - | - | - | - | - |

### Sports
Il y a de la randonnée et un court de tennis pour jouer en famille, il y a aussi le poney club de Sammeron et un terrain de foot.

### Enseignement
Sammeron dispose d’une école primaire, située rue Georges Jacquet.
Cet établissement public, inscrit sous le code UAI (Unité administrative immatriculée ) : 0 770 324 J, comprend 98 élèves  (chiffre du Ministère de l'Éducation nationale). Il dispose d’un restaurant scolaire.
La commune dépend de l'Académie de Créteil ; pour le calendrier des vacances scolaires, Sammeron est en zone C.

## Économie

### Revenus de la population et fiscalité
En 2017, le nombre de ménages fiscaux de la commune était de 408, représentant 1 097 personnes et la  médiane du revenu disponible par unité de consommation  de 23 580 euros.

### Emploi
En 2017 , le nombre total d’emplois dans la zone était de 203, occupant 516 actifs  résidants.
Le taux d'activité de la population (actifs ayant un emploi) âgée de 15 à 64 ans s'élevait à  70,6 % contre un taux de chômage de 8,8 %.
Les 20,7 % d’inactifs se répartissent de la façon suivante : 8,1 % d’étudiants et stagiaires non rémunérés, 6,1 % de retraités ou préretraités et 6,5 % pour les autres inactifs.

### Entreprises et commerces
En 2015, le nombre d'établissements actifs était de 73 dont 4 dans l'agriculture-sylviculture-pêche, 2 dans l’industrie, 15 dans la construction, 45 dans le commerce-transports-services divers et 7  étaient relatifs au secteur administratif.
Ces établissements ont pourvu 194 postes salariés.

### Agriculture
Sammeron est dans la petite région agricole dénommée les « Vallées de la Marne et du Morin », couvrant les vallées des deux rivières, en limite de la Brie. En 2010, l'orientation technico-économique de l'agriculture sur la commune est la culture de céréales et d'oléoprotéagineux (COP).
Si la productivité agricole de la Seine-et-Marne se situe dans le peloton de tête des départements français, le département enregistre un double phénomène de disparition des terres cultivables (près de 2 000 ha par an dans les années 1980, moins dans les années 2000) et de réduction d'environ 30 % du nombre d'agriculteurs dans les années 2010. Cette tendance se retrouve au niveau de la commune où le nombre d’exploitations est passé de 5 en 1988 à 4 en 2010. Parallèlement, la taille de ces exploitations augmente, passant de 58 ha en 1988 à 171 ha en 2010.
Le tableau ci-dessous présente les principales caractéristiques des exploitations agricoles de Sammeron, observées sur une période de 22 ans : 
|                                      | 1988 | 2000 | 2010 |
| ------------------------------------ | ---- | ---- | ---- |
| Dimension économique,                |      |      |      |
| Nombre d’exploitations (u)           | 5    | 3    | 4    |
| Travail (UTA)                        | 8    | 5    | 6    |
| Surface agricole utilisée (ha)       | 288  | 476  | 683  |
| Cultures                             |      |      |      |
| Terres labourables (ha)              | 282  | 475  | 679  |
| Céréales (ha)                        | 179  | s    | 434  |
| dont blé tendre (ha)                 | 139  | 191  | 297  |
| dont maïs-grain et maïs-semence (ha) | 34   | 52   | 79   |
| Tournesol (ha)                       | s    |      |      |
| Colza et navette (ha)                | 32   | s    | 92   |
| Élevage                              |      |      |      |
| Cheptel (UGBTA)                      | 28   | 0    | 27   |

## Culture locale et patrimoine

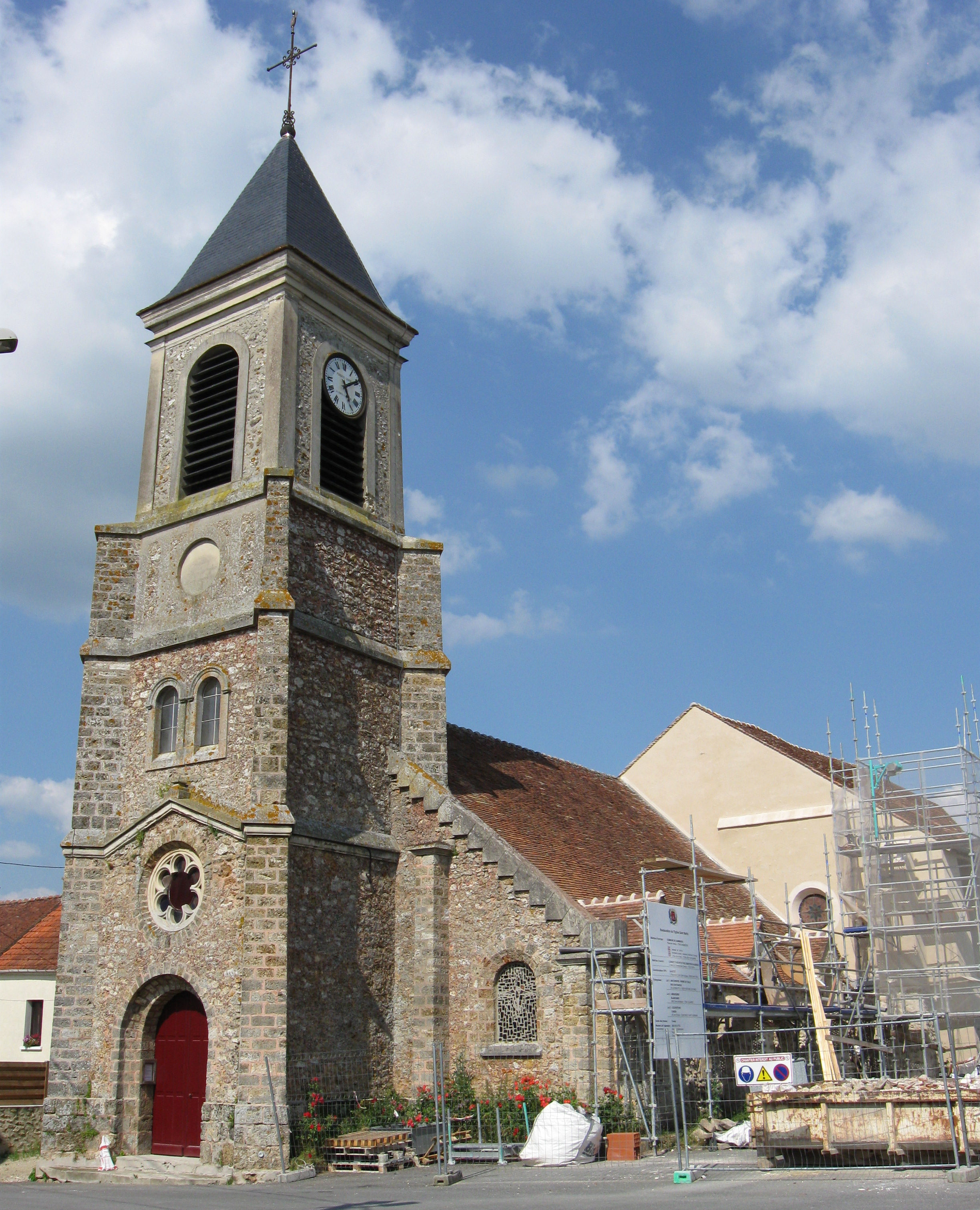
L'église Saint-Martin.

### Lieux et monuments
- Église Saint-Martin (XVIIIe siècle).

### Personnalités liées à la commune
Antoine Percheron (1975-2000), auteur posthume, est enterré dans le cimetière de la commune.

### Héraldique
| Blason de Sammeron | Blason  | De gueules à saint Martin à cheval partageant son manteau avec un pauvre, le tout d'argent sur une terrasse cousue d'azur et surmonté de la lettre capitale S d'or accostée de deux croix de Malte d'argent. |
| Blason de Sammeron | Détails | Le statut officiel du blason reste à déterminer. |